# Alex Raymond
Alex Raymond, nascido Alexander Gillespie Raymond (New Rochelle, 2 de Outubro de 1909 - Westport, 6 de Setembro de 1956) foi desenhista dos Estados Unidos, criador de personagens como Rip Kirby (1946) (br.: Nick Holmes), Agente Secreto X-9 (1934) e Flash Gordon (1934). Seu virtuosismo e realismo nos desenhos inspirou o estilo de vários artistas e até muitos anos depois da sua morte, continua a influenciar o trabalho dos artistas de quadrinhos.

## Carreira
Depois de alguns trabalhos como assistente no final dos anos 20, nas séries Tim Tyler's Luck e Tillie the Toiler, Raymond alcançou a notoriedade quando foi contratado em 1934 para desenhar Flash Gordon, um personagem concorrente de Buck Rogers, o primeiro herói espacial do gênero. Para completar a página, ele desenhou Jungle Jim (br.:Jim das Selvas), inspirado nas aventuras da selva de Tarzan. Seus personagens pareciam criados por encomenda para concorrerem com outros. Assim, Jim das Selvas veio para fazer frente ao Tarzan, o Agente X-9 a Dick Tracy e Flash Gordon ao Buck Rogers. Esta semelhança levou a Johnny Weissmuller (o eterno Tarzan) dar vida também ao Jim das Selvas no cinema. E Buster Crabbe, o primeiro ator que interpretou Flash Gordon, a também encarnar a figura de Tarzan.
Depois dos êxitos nos anos 30 e início dos anos 40, Raymond interrompeu em 1944 a carreira para lutar na Segunda Guerra Mundial, servindo como fuzileiro nas batalhas do Pacífico. Ao retornar da Guerra, ele retomou o trabalho artístico anterior, criando outro personagem de sucesso internacional: Rip Kirby. Por esse trabalho ele recebeu o prêmio Reuben em 1949, concedido pela National Cartoonists Society.

## Publicações
O trabalho de Raymond inclui:
- Tillie the Toiler (assistente, 1930)
- Tim Tyler's Luck (assistente, 1930–1933)
- Blondie (assistente, 1930–1933)
- Flash Gordon (com o escritor Don Moore, 1934–1943)
- Secret Agent X-9 (com o escritor Dashiell Hammett, 1934–1935)
- Jungle Jim (com o escritor Don Moore, 1934–1944)
- Rip Kirby (com o escritor Ward Greene, 1946–1956; com o escritor Fred Dickenson, 1956)

### Coleções
Mais recentemente:
- Flash Gordon (capa dura, Checker Book Publishing Group):
  - Volume 1, 2003, ISBN 0-9741664-3-X)
  - Volume 2, 2004, ISBN 0-9741664-6-4)
  - Volume 3, 2005, ISBN 1-933160-25-X)
  - Volume 4, 1938 e 1940; 2005, ISBN 1-933160-26-8)
  - Volume 5 ("The Ice Kingdom of Mongo", "Power Men of Mongo", e "The Fall of Ming"; 1940 a 1941; 80 pags., 2005, ISBN 1-933160-27-6)
  - Volume 6 (1941 a 1943; 100 pags., 2007, ISBN 1-933160-28-4)
  - Volume 7 (1943, 1945; 100 pags., 2006, ISBN 1-933160-20-9)
- Rip Kirby (capa dura, IDW):
  - Volume 1 (reúne tiras impressas entre 1946 e 1948; 2009, ISBN 978-1-60010-484-8)
  - Volume 2 (reúne tiras impressas entre 1948 e 1951; 2010, ISBN 978-1-60010-582-1)
  - Volume 3 (reúne tiras impressas entre 1951 e 1954; 2010, ISBN 978-1-60010-785-6)
  - Volume 4 (reúne tiras impressas entre 1954 e 1956; 2011, ISBN 978-1-60010-989-8)
- Flash Gordon & Jungle Jim (capa dura, IDW):
  - Volume 1 (reúne tiras impressas entre 1934 e 1936; 2011, ISBN 978-1-61377-015-3)
  - Volume 2 (reúne tiras impressas entre 1936 e 1939; 2012, ISBN 978-1-61377-220-1)
  - Volume 3 (reúne tiras impressas entre 1939 e 1941; 2013, ISBN 978-161377-580-6)
  - Volume 4 (reúne tiras impressas entre 1942 e 1944; 2014, ISBN 978-161377-917-0)
- Secret Agent X-9 (capa dura, IDW):
  - 1934-1936 (reúne tiras impressas entre 1934 e 1936; 2015 ISBN 978-1-63140-211-1)